# Синівська сільська територіальна громада
Синівська сільська територіальна громада — об'єднана територіальна громада в Україні, в Роменському районі Сумської області. Адміністративний центр — село Синівка.
Утворена 26 липня 2018 року шляхом об'єднання Капустинської, Підставської, Поділківської та Синівської сільських рад Липоводолинського району.
12 жовтня 2018 року Центральна виборча комісія призначила у громаді перші вибори на 23 грудня 2018 року.
На Сумщині  вивезли 40 тонн отрутохімікатів, які просто неба в полі пролежали більше шести років.
19 липня 2020 року, в результаті адміністративно-територіальної реформи та ліквідації Липоводолинського району, громада увійшла до складу новоутвореного Роменського району.

## Населені пункти
До складу громади входять 28 сіл: Антоненкове, Велика Лука, Великий Ліс, Весела Долина, Вовкове, Голуби, Греки, Гришки, Довжик, Капустинці, Карпці, Клюси, Колісники, Коломійцева Долина, Колядинець, Костяни, Мар'янівка, Мельники, Нестеренки, Підставки, Поділки, Потопиха, Рудоман, Саї, Синівка, Слобідка, Тарасенки та Товсте.